# Гомилиус, Фридрих Христианович
Фри́дрих Христиа́нович Гоми́лиус (нем. Friedrich Constantin Homilius; 15 октября 1813, Зайда — 5 декабря 1902, Санкт-Петербург) — российский валторнист, музыкальный педагог и композитор, по национальности немец, профессор Санкт-Петербургской консерватории, основатель валторновой школы в Санкт-Петербурге.

## Биография
Фридрих Христианович Гомилиус родился 15 октября 1813 года в саксонском городке Зайда. Получил музыкальное образование в Дрездене, изучая виолончель у Фридриха Августа Куммера и валторну у Мошке. В 1830-х годах был первым валторнистом военного оркестра в Дрездене и возглавлял известный квартет валторнистов.
В 1838 году Гомилиус переехал в Россию. Он поселился в Санкт-Петербурге и получил работу первого валторниста в оркестре Императорского театра, где он играл до 1876 года.
С 1873 (по другим данным с 1870) по 1899 год был профессором класса валторны в Санкт-Петербургской консерватории, фактически положив начало профессиональному обучению игре на этом инструменте в Петербурге и в России. Наиболее известный из учеников Фридриха Гомилиуса — Ян Тамм, который стал его преемником как на должности солиста оркестра Мариинского театра, так и профессора консерватории.
В течение более чем 25 лет Гомилиус являлся одним из директоров Санкт-Петербургского филармонического общества.
Фридрих Христианович Гомилиус умер 5 декабря 1902 года в городе Санкт-Петербурге.
Его сын, Луи Фёдорович, пошёл по стопам отца и также приобрёл известность как органист, пианист и композитор. Другой его сын, Константин Фёдорович (1840—1918), также был органистом при реформаторской церкви столицы.

## Сочинения
- Квартет для четырёх валторн